# Strmec Remetinečki
Strmec Remetinečki falu Horvátországban Varasd megyében. Közigazgatásilag Novi Marofhoz tartozik.

## Fekvése
Varasdtól 13 km-re délre, községközpontjától 4 km-re északra a Koruščak-patak bal partján fekszik.

## Története
A falunak 1857-ben 191, 1910-ben 389 lakosa volt. A trianoni békeszerződésig Varasd vármegye Novi Marofi  járásához tartozott. 2001-ben a falunak 133 háza és 482 lakosa volt.